# Крейвен-мисливець (персонаж)
Крейвен-мисливець (англ. Kraven the Hunter), справжнє ім'я — Сергій Кравінов (рос. Сергей Кравинов) — вигаданий суперлиходій з коміксів американського видавництва Marvel Comics. Був створений Стеном Лі і Стівом Дітко і вперше з'явився в коміксі The Amazing Spider-Man #15 в 1964у році. У 2009 році Крейвен зайняв 53-є місце в списку 100 найкращих лиходіїв з коміксів за версією IGN.

## Вигадана біографія
Дитинство у Сергія Кравінова (Sergei Kravinoff) було важким. Він був сином російського аристократа, який проживав Санкт-Петербурзі. Батько Сергія часто напивався і в такому стані бив свого сина. У Сергія був незаконнонароджений брат Дмітрій, який багато років по тому став лиходієм на прізвисько Хамелеон (Chameleon). Дмітрій захоплювався своїм братом, який був старший його. Він розважав Сергія своїми здібностями до імітації голосу і поведінки оточуючих людей, і це веселило Кравінова. Життя сильно вдарила по родині Кравінових, коли більшовицька революція змусила сім'ю іммігрувати з країни. Після смерті батька Сергія його мати пішла в притулок. Сергій і Димитрій стали сиротами. Мати Сергія вчинила самогубство через те, що вона злякалася приміщення, наповненого павуками. І це було першим кроком до неймовірної ненависті Сергія до павуків. Молодий чоловік вирішив, що єдиним призначенням в його житті було виживання, і це змусило його подорожувати світом. Через проблеми з грошима Сергій змушений був тихо пробиратися в корабель або поїзд, щоб перебратися в іншу країну. Їхні шляхи з братом розійшлися, коли вони стали жити в різних містах.
Коли Сергій, нарешті, став повнолітнім, він переїхав до Африки, де він знайшов у собі талант до полювання. Пізніше він змінив своє ім'я на Крейвен — Мисливець. Сергій шукав в собі якомога більше талантів. З часом його навички до полювання поліпшувалися. Крейвен став відомим і надзвичайно багатим мисливцем за великою дичиною. Одного разу Крейвен наткнувся на лігво місцевого доктора в Конго і помітив трав'яну мікстуру, яка, як вважали, давала збільшену силу, швидкість, спритність і стійкість. Бажаючи дістати цю мікстуру, Крейвен вкрав її і використовував, для посилення своїх навичок. З його новими здібностями репутація Крейвена збільшилася в усьому світі, він славився тим, що полював за рідкісною і небезпечною дичиною. Крейвен став партнером Дмітрія Смердякова в його бізнесі з перевезення незаконних шкур і слонових кісток. Крім того, що Крейвен став добре відомим мисливцем, він породив кількох дітей від декількох жінок з різних країн. Навіть при тому, що Крейвен ледь брав участь у вихованні дітей, він схвалив тільки одного сина, відомого, як Володимир, за яким спостерігав помічник Крейвена. Було також відомо, що в межах цього періоду часу (а саме в 1959 році) Крейвен був таємно прийнятий на роботу Ніком Ф'юрі, щоб стати членом його команди і вбити Червоного Черепа. Пізніше Крейвен знову повернувся до Африки, щоб продовжити свою кар'єру як Крейвен — Мисливець.

## Полювання в Нью-Йорку
Дмітрій, який проживав в Америці, став злочинцем і шпигуном, відомим як Хамелеон. Бажаючи помститися Людині-павуку за те, що той посадив його у в'язницю, Хамелеон умовив Крейвена — Мисливця допомогти йому розправитися з Людиною-павуком. Крейвен прийняв пропозицію через цікавість до ворога брата і прилетів до Америки. Після його прибуття в Нью-Йорк Крейвен на публіці легко розігнав втекли небезпечних диких звірів назад в клітини. Крейвен таємно зустрівся із Дмітрієм для того, щоб якомога більше дізнатися про свого майбутнього противника. Після того, як Димитрій найняв кримінальників, щоб організувати грабіж і залучити Людини-Павука, Крейвен вивчив свого супротивника, що носив на своїх грудях символ його найбільшого страху. Сергія вразили здібності Людини-Павука, незважаючи на те, що герой був ще молодий. Розглядаючи його, Мисливець розумів, що він незвичайна людина, він зрозумів, що у нього теж є надздібності. Крейвен напав на Людину-павука, щоб перевірити його навички та здібності, після чого втік. Людина-павук пізніше зіткнувся з Крейвеном ще раз, і цього разу Мисливцеві допоміг Дмітрію, замаскувався під брата. Людина-Павук швидко зрозумів трюк Хамелеона. Перемігши їх обох, він залишив їх поліції. Навіть при тому, що Крейвен ніколи не був шпигуном, його разом з братом вислали назад до Європи.

## Зловісна Шістка
Все-таки Сергій разом з Хамелеоном змогли уникнути поїздку до Європи, зійшовши на берегах Лонг-Айленда. Зіткнувшись в промисловому заводі з Залізною Людиною, вони вступили з ним у битву, в ході якої Залізна Людина легко здобув перемогу. Уникнувши влади, Крейвен став всього лише звичайним злочинцем, який був засліплений метою перемогти Людини-павука перш, ніж виїхати з Америки. Сергій прийняв пропозицію приєднатися до Зловісною Шестірці, очолюваної Доктором восьминога. Незважаючи на співвідношення сил, Крейвен розумів, що тільки він в змозі ліквідувати Людини-Павука за допомогою двох леопардів. Однак герой знову переміг його і залишив його владі, в той час як сам пішов розбиратися з наступними учасниками команди.

## Полювання триває
Пізніше Крейвен був найнятий Зеленим Гобліном (Норман Осборн), щоб він убив Людини-Павука. Однак Крейвен знав, що він може програти битву, і зажадав спершу половину оплати, але Зелений Гоблін не погодився. Обурений Мисливець поклявся, що після того, як вб'є Людину-Павука, він розбереться із Зеленим Гобліном. Крейвен відстежив Гобліна до одного з його потайних укриттів і зрозумів, що Норман Осборн це і є Зелений Гоблін. Під час чергової битви з Людиною-павуком Крейвен напав на Павука разом з бандою і здолав би його, якби не втручання Зеленого Гобліна: поки Крейвен з ним розбирався, Павука вдалося здобути перемогу над противниками і над Крейвеном, а Гоблін зник. Після численних невдалих спроб перемогти Людини- Павука Сергій здався. Його вислали з Америки до Європи ще раз. Крейвен був обурений втручанням Зеленого Гобліна, так як йому майже вдалося перемогти Людини-павука. Він вирішив, що Гоблін зобов'язаний дати йому гроші. Він знову повернувся в Нью-Йорк, щоб розшукати Осборна і взяти гроші. Йому не вдалося знайти Осборна, і Крейвен вирішив викрасти його сина Гаррі і взяти його в заручники, щоб укласти угоду і взяти гроші у Нормана Осборна. Угода відбувалася на будівельному майданчику. Крейвен зажадав спершу оплату, а потім заручника. У Осборна не було вибору, і той дав йому гроші. Віддавши Гаррі батькові, Крейвен сховався від переслідування поліції і Людини-Павука. Читаючи ранкові газети, Сергій побачив на першій смузі Стерв'ятника, про який писалося, що він небезпечний ворог Людини-Павука. Відчуваючи, що Стерв'ятник допоміг би перемогти його ворога, Крейвен знайшов його і уклав з ним союз, але Людина-Павук переміг їх обох і залишив їх поліції. Потім, Крейвен об'єднався з Пісочною Людиною. Вони змогли втекти в'язниці але програли битву Людині-павуку.

## Король Дикої Землі
Крейвен остаточно вирішив стати найманцем. Він був найнятий Містером Зловісним (Mister Sinister), щоб проникнути до Людей Ікс і отримати їх ДНК. Крейвен зумів проникнути і спробував узяти під контроль Звіра, але Звір напав на нього в шаленій люті. Навіть при тому, що Сергій прекрасно виконував свою роботу, він не усвідомлював, що Зловісний таємно отримав ДНК Крейвена для використання у своїх власних цілях. Боячись, що Крейвен дізнався занадто багато, Чудо-Дівчина (Marvel Girl) стерла цей інцидент з його розуму і звільнила його без пам'яті про те, що сталося. Помітивши рідкісного тигра, відомого як Забу (Zabu), Крейвен поїхав на Дику Землю (Savage Land) і успішно захопив його. Крейвен повернувся в Нью-Йорк, але Ка-Зар (Ka-Zar) переслідував його, щоб врятувати свого шаблезубого тигра. Між ними зав'язалася битва, але удача виявилася на боці Ка-Зара. Після перемоги він забрав Забу і поїхав у свої землі. Крейвен був сильно обурений тим, що він програв і тим, що Ка-Зар зруйнував його плани щодо Забу. Мисливець вирішив поїхати на Дику Землю, щоб знову зійтися у двобої з Ка-Заром. Приїхавши на Дику Землю, Сергій зіткнувся з інопланетною істотою, якому він дав ім'я Гог. Крейвен вирішив, що Гог — хороший шанс для того, щоб помститися Ка- Зару і дістати владу на Дикої Землі. Він використовував Гога, щоб викрасти Гвен Стейсі (Gwen Stacy), щоб вона стала його королевою. Це швидко привернуло увагу Людини-Павука і Ка-Зара. Людина-Павук обманом закинув Гога в яму, а Крейвен впав з кручі і вважався загиблим.

## Мисливець і Найманець
Крейвен зміг вижити, хоча для лікування своїх ран йому знадобилися два тижні. Після відновлення Крейвен почав шукати тіло свого друга Гога. Знайшовши тіло, він присягнувся помститися Людині-павуку і поїхав до Америки. Крейвен зміг вистежити Людину-Павука, але у нього все ще була травмована рука. Крейвен вирішив, що напасти у відкриту на Людину-Павука буде нерозумно. Він зауважив Гібона (Gibbon, Мартін Бленк), який відчайдушно намагався стати партнером Людини-Павука, але той був проти. Гібон був розлючений відмовою Людини-павука, і, скориставшись цим, Крейвен запропонував об'єднатися і помститися. Крейвен дав Гібоніві одну зі своїх мікстур, щоб у нього посилилися здібності, але Гібон тимчасово збожеволів. Крейвен підпорядкував до себе божевільного Гібона і відправив розправитися з Людиною-павуком. Навіть при тому, що здібності Гібона були посилені, Людині-павуку все ж вдалося перемогти.
Пізніше Крейвен був найнятий Кервіном Дж. Бродеріком (Kerwin J. Broderick), щоб убити Шибайголову. Для того, щоб заманити героя в пастку Крейвен викрав партнера Шибайголови, Чорну Вдову. Пастка Крейвена вдалася, і він скинув Шибайголову з кручі.
Думаючи, що герой помер від падіння, Крейвен не знав, що Шибайголова був врятований Місячним Драконом (Moondragon). Навіть при тому, що Крейвен був заарештований, йому вдалося уникнути ув'язнення, оскільки він був найнятий Харрісоном Терком (Harrison Turk), щоб захопити Людину-Вовка (Man-Wolf) і вбити його батька, Джона Джеймсона, і його наречену, Крістін Сондерс (Kristine Saunders). Крейвен піймав і Джеймсона, і молодшого, і дав старшому гвинтівку, щоб той убив свого сина взамін на життя. Однак той відмовився, і Крейвен був заарештований ще раз. Коли Крейвену вдалося в черговий раз втекти з ув'язнення, він вирішив знайти спосіб збільшити свої здібності. Викравши доктора Герберта Мальро (Herbert Malraux), він привернув до себе увагу Тигри (Tigra), яка переслідувала Крейвена до занедбаної арени цирку навіть при тому, що Крейвен був великою загрозою для Тигри, їй вдалося в кінцевому рахунку перемогти і нанести йому серйозні поранення.

### Альтернативні Всесвіти

##### Земля-2149
У Всесвіті Марвел Зомбі Крейвен перетворився на зомбі після укусу в горло і пізніше приєднався до Зловісної Шістки.

##### Земля-1610 (Алтимейт)
Сергій Кравінов був австралійцем і господарем свого власного популярного реаліті-шоу, в якому він вистежував небезпечних тварин. Приїхавши до Америки, він заявив, що почне полювання за Людиною-павуком, щоб підвищити популярність його реаліті -шоу. Але, коли їх бій відбувся, Крейвен програв і його шоу закрили, вирішивши, що він шахрай. Прийнявши мікстуру, він став подібним перевертневі монстром, тим самим він намагався повернути своє шоу. До його жаль, він був заарештований Алтімейтс за незаконне генетичне втручання перш, ніж він зіткнувся з Людиною-павуком. Вони уклали його до в'язниці разом з Доктором восьминогом, Пісочною Людиною (Sandman) і Зеленим Гобліном.
Після їх втечі з в'язниці він приєднався до них. Крейвен, напавши на Людину-Павука, був вражений однією з блискавок Тора, після чого його заарештували агенти Щ. І. Т. (SHIELD).

##### Земля-8311
У цьому всесвіті Крейвен-Мисливець перетворений на антропоморфного ворона на ім'я Ворон-Мисливець (Raven the Hunter).

#### Мультиплікація
- Вперше на телебаченні Крейвен з'явився в мультсеріалі «The Marvel Super Heroes».
- У мультсеріалі «Людина-павук і його дивовижні друзі» його озвучив Роберт Ріджлі.
- У мультсеріалі «Людина-павук» 1994 року Крейвена озвучив Грегг Бергер. Він спочатку полює на Людину-павука, а потім постає позитивним героєм і союзником Павука. Він з'являється в 7,21,45.
- У мультсеріалі «Непереможний Людина-павук», де події відбуваються на іншій планеті, є альтернативна версія мисливця.
- У «Нові пригоди Людини-Павука», після поразки в битві з Людиною-павуком, він звертається до генетика, який робить з нього наполовину лева.